# Cacti. A Gardener's Handbook for Thier Identification and Cultivation
Cacti. A Gardener's Handbook for Thier Identification and Cultivation (abreviado Cacti (Borg)) es un libro con ilustraciones y descripciones botánicas que fue escrito por el botánico maltés John Borg  y publicado en Londres en el año 1937 con el nombre de Cacti. A Gardener's Handbook for Thier Identification and Cultivation, by Professor J. Borg. Una segunda edición se publicó en el año 1951.